# Норча
Норча (алб. Norçë) је насеље у Србији у општини Прешево у Пчињском округу. Према попису из 2022. било је 869 становника.

## Демографија
У насељу Норча живи 623 пунолетна становника, а просечна старост становништва износи 27,9 година (27,2 код мушкараца и 28,6 код жена). У насељу има 251 домаћинство, а просечан број чланова по домаћинству је 3,95.
Ово насеље је великим делом насељено Албанцима (према попису из 2002. године), а у последња три пописа, примећен је пораст у броју становника.
|  |

| Демографија | Демографија | Демографија |
| Година      | Становника  | Становника  |
| ----------- | ----------- | ----------- |
| 1948.       | 597         |             |
| 1953.       | 637         |             |
| 1961.       | 738         |             |
| 1971.       | 904         |             |
| 1981.       | 1.002       |             |
| 1991.       | 1.052       | 1.017       |
| 2002.       | 992         | 1.312       |
| 2022.       | 869         |             |

| Етнички састав према попису из 2002.‍ | Етнички састав према попису из 2002.‍ | Етнички састав према попису из 2002.‍ | Етнички састав према попису из 2002.‍ | Етнички састав према попису из 2002.‍ |
| ------------------------------------ | ------------------------------------ | ------------------------------------ | ------------------------------------ | ------------------------------------ |
|                                      |                                      |                                      |                                      |                                      |
| Албанци                              | Албанци                              |                                      | 979                                  | 98,68%                               |
| Срби                                 | Срби                                 |                                      | 4                                    | 0,40%                                |
| Муслимани                            | Муслимани                            |                                      | 3                                    | 0,30%                                |
| непознато                            | непознато                            |                                      | 5                                    | 0,50%                                |

| Година пописа     | 1948. | 1953. | 1961. | 1971. | 1981. | 1991. | 2002. |
| ----------------- | ----- | ----- | ----- | ----- | ----- | ----- | ----- |
| Број домаћинстава | 94    | 98    | 111   | 127   | 143   | 169   | 251   |

| Број чланова      | 1  | 2  | 3  | 4  | 5  | 6  | 7  | 8 | 9 | 10 и више | Просек |
| ----------------- | -- | -- | -- | -- | -- | -- | -- | - | - | --------- | ------ |
| Број домаћинстава | 21 | 51 | 31 | 41 | 61 | 27 | 12 | 4 | 1 | 2         | 3,95   |

| Пол    | Укупно | Неожењен/Неудата | Ожењен/Удата | Удовац/Удовица | Разведен/Разведена | Непознато |
| ------ | ------ | ---------------- | ------------ | -------------- | ------------------ | --------- |
| Мушки  | 330    | 117              | 204          | 8              | 0                  | 1         |
| Женски | 340    | 86               | 218          | 35             | 1                  | 0         |
| УКУПНО | 670    | 203              | 422          | 43             | 1                  | 1         |

| Пол    | Укупно                    | Пољопривреда, лов и шумарство | Рибарство                            | Вађење руде и камена | Прерађивачка индустрија       |
| ------ | ------------------------- | ----------------------------- | ------------------------------------ | -------------------- | ----------------------------- |
| Мушки  | 77                        | 19                            | 0                                    | 1                    | 23                            |
| Женски | 16                        | 13                            | 0                                    | 0                    | 2                             |
| УКУПНО | 93                        | 32                            | 0                                    | 1                    | 25                            |
| Пол    | Производња и снабдевање   | Грађевинарство                | Трговина                             | Хотели и ресторани   | Саобраћај, складиштење и везе |
| Мушки  | 0                         | 0                             | 3                                    | 0                    | 3                             |
| Женски | 0                         | 0                             | 1                                    | 0                    | 0                             |
| УКУПНО | 0                         | 0                             | 4                                    | 0                    | 3                             |
| Пол    | Финансијско посредовање   | Некретнине                    | Државна управа и одбрана             | Образовање           | Здравствени и социјални рад   |
| Мушки  | 0                         | 1                             | 7                                    | 10                   | 2                             |
| Женски | 0                         | 0                             | 0                                    | 0                    | 0                             |
| УКУПНО | 0                         | 1                             | 7                                    | 10                   | 2                             |
| Пол    | Остале услужне активности | Приватна домаћинства          | Екстериторијалне организације и тела | Непознато            | Непознато                     |
| Мушки  | 0                         | 0                             | 0                                    | 8                    | 8                             |
| Женски | 0                         | 0                             | 0                                    | 0                    | 0                             |
| УКУПНО | 0                         | 0                             | 0                                    | 8                    | 8                             |